# Sistema di lancio non riutilizzabile
Un sistema di lancio non riutilizzabile (in inglese expendable launch vehicle o ELV) è un vettore spaziale che può essere lanciato una volta sola poiché dopo il volo i suoi componenti vengono distrutti al rientro o scartati nello spazio. I vettori non riutilizzabili sono tipicamente composti da più stadi che si staccano in sequenza dal corpo principale quando il loro carburante è esaurito, in modo che il veicolo guadagni altitudine e velocità. I sistemi di lancio non riutlizzabili hanno una progettazione più semplice rispetto alla loro controparte riutilizzabile e pertanto possono avere un costo di produzione minore. Inoltre, un veicolo non riutilizzabile può adoperare l'intera riserva di carburante, permettendo di portare carichi utili maggiori. Le tecnologie dei lanciatori non riutlizzabili sono rodate da molti decenni e hanno avuto applicazioni in molti ambiti. Al 2022, la maggior parte dei satelli e delle navette con equipaggio è lanciata con vettori non riutilizzabili.
Sebbene siano di più facile progettazione, il fatto che possano essere usati una volta sola comporta un elevato costo per lancio rispetto ai moderni lanciatori riutilizzabili successivi allo Space Transportation System.

## Configurazioni mono-uso per veicoli riutilizzabili
Alcuni veicoli di lancio riutilizzabili sono, all'occorrenza, lanciati in "configurazione non riutilizzabile". Ad esempio, l'EchoStar 23 è stato lanciato in orbita a marzo 2017 da un Falcon 9 che non aveva l'occorrente per l'atterraggio, e ha usato tutto il propellente che sarebbero dovuto servire per l'atterraggio per impartire maggior energia alla massa del satellite portato in orbita geosincrona.

## Sviluppo

### Finanziamento europeo
Il 26 marzo 1980, l'Agenzia Spaziale Europea e il Centre national d'études spatiales crearono Arianespace, la prima azienda di trasporti spaziali commerciali al mondo. Arianespace produce, gestisce, e vende la famiglia di lanciatori Ariane. Durante il 1995 Arianespace ha costruito il centesimo satellite e il 23 settembre 1997 è avvenuto il centesimo lancio dell'Ariane. I ventitré azionisti di Arianespace rappresentano realtà scientifiche, tecniche, finanziarie e politiche di dieci diversi stati dell'Europa. Il maggior azionista è CNES, con il 34,68% del capitale.

### Deregolamentazione statunitense
Dall'inizio del programma Shuttle fino al disastro del Challenger nel 1986, la politica degli Stati Uniti prevedeva che la NASA sarebbe stata il provider per il settore pubblico della capacità di lancio statunitense al mercato mondiale. All'inizio, la NASA ha sovvenzionato i lanci dei satelliti, con l'intento ultimo di far pagare il servizio dello Shuttle per il mercato commerciale a costo marginale. Il 30 ottobre 1984, il presidente Ronald Reagan ha firmato il Commercial Space Launch Act, legge che permetteva un'industria statunitense di gestori privati di sistemi di lancio non riutilizzabili.
Il 5 novembre 1990, il presidente George H. W. Bush ha firmato il Launch Services Purchase Act. Questa legge, in contrasto al precedente monopolio dello Space Shuttle, ha specificato che la NASA deve acquistare i servizi di lancio per i suoi carichi principali da provider commerciali quando questi servizi sono necessari per le attività. Questo avrebbe portato al programma COTS.

### Privatizzazione russa
Nel 1994 il governo russo ha venduto parte delle sue azioni di RKK Ėnergija a investitori privati. Ėnergija insieme con il Centro statale di ricerca e produzione spaziale costituivano la maggior parte del programma spaziale russo con equipaggio. Nel 1997, il governo russo ha venduto una quantità tale di azioni da perdere la posizione di maggioranza.

### Sovvenzione statunitense
Nel 1996 il governo degli Stati Uniti ha scelto Lockheed Martin e Boeing per sviluppare degli Evolved Expendable Launch Vehicle (EELV, veicoli di lancio non riutilizzabili evoluti) al fine di competere per i contratti di lancio e offrire accesso assicurato allo spazio. La strategia di acquisizione del governo aveva lo scopo di ridurre i costi per unità, facendo affidamento sulla forte realizzabilità commerciale di entrambi i veicoli. Questa prevista domanda del mercato non si è concretizzata, ma entrambi gli EELV, il Delta IV e l'Atlas V sono ancora in servizio.

### Ri-nazionalizzazione russa
A partire dal 2013, il governo russo ha iniziato una ri-nazionalizzazione del settore spaziale russo. Tra i provvedimenti attuati c'è stata la formazione della Società unita spaziale (russo: Объединенная ракетно-космическая корпорация) per accorpare un grande numero di aziende e uffici. L'opera è proseguita nel 2014. Il 19 maggio 2015 la Duma ha approvato una legge per la creazione della agenzia statale Roscosmos, consolidando ulteriormente l'industria.

### Alleanze di lancio
Dal 1995 il lanciatore Proton di Chruničev è commercializzato da International Launch Services mentre il razzo Sojuz è commercializzato tramite Starsem. Ėnergija costruisce il Sojuz e possiede parte del progetto Sea Launch che vola il razzo ucraino Zenit.
Nel 2003 Arianespace si è unita a Boeing e a Mitsubishi Heavy Industries per creare la Launch Services Alliance. Nel 2005, la bassa domanda commerciale per i lanci di EELV ha spinto Lockheed e Boeing a proporre una joint venture chiamata United Launch Alliance per abbassare i costi per il governo statunitense.